# هزة زمنية (كتاب)
هزة زمنية (بالإنجليزية: Timequake)، هو عمل شبيه بالسيرة الذاتية كتبه كورت فونجوت جونيور، ونُشِر في العام 1997. رُوج للعمل على أنه رواية، ووصفه فونجوت بالطبخة الأدبية التي يلخص فيها أحداث رواية عاش معاناة كتابتها لعدة أعوام.

## ملخص الحبكة
ينطلق فونجوت في عمله من فرضية الهزة الزمنية (بمعنى، تكرار الأحداث) التي تنتفي بموجبها الإرادة الحُرة. يستقصي فونجوت في هذا العمل فكرة الحتمية، كما هو الحال في العديد من أعماله السابقة؛ والهدف المحوري للنقاش هو التأكيد على غياب الإرادة الحُرة لدى الأفراد. تلعب شخصية كيلجور تراوت الدور الرئيسي في الرواية، والذي أعلن الكاتب عن موته في العام 2001 في المنتجع الخيالي زانادو في ولاية رود آيلاند.
يوضح فونجت في بداية الرواية أنه لم يكن راضيًا عن النسخة الأولى من هزة زمنية (التي حملت عنوان هزة زمنية واحد). وهكذا فقد لجأ إلى اقتطاع أجزاء من العمل القديم ودمجها بأفكاره وقصصه الخاصة لينتج عنها عمله النهائي، هزة زمنية اثنان. تتمحور العديد من حكايات الكتاب حول وفاة أفراد عائلة فونجت أو أحبابه، وتُدرِج بعضًا من الكلمات الأخيرة لغيرهم.
فيما يتعلق بالحبكة، والتي تركز على تراوت، فهي الأخرى عبارة عن سرد مفكك يروي فيه فونجت شذرات من الحبكة ويعود لمناقشتها بعد عشرات الصفحات: قذفت الهزة الزمنية بالمواطنين من العام 2001 إلى العام 1991 ليكرروا جميع الأفعال التي أتوا بها خلال ذلك الزمن.
تعرض معظم القصص الثانوية في الكتاب حالات الاكتئاب والحزن الناجمة عن مشاهدة المرء نفسه يتخذ قراراتٍ خاطئة: يرى الأفراد عملية موت آبائهم، ويقودون سياراتهم في حالات السُكْر، ويتسببون بالحوادث، ويلحقون الأذى بالآخرين. في نهاية الهزة الزمنية، وعندما يتولى الأفراد زمام أقدارهم، يعيشون في كآبة شديدة وتستبد بهم حالة مِن السأم. الناجي الوحيد من هذه العواقب هو كيلجور تراوت الذي لا يتأثر باللا مبالاة، ونتيجةً لذلك يُسهم في بث الأمل في الآخرين عبر تبليغهم: «لقد اعتراكم المرض، ولكنكم تعافيتُم، وما يزال الكثير من العمل بحاجة للإنجاز».
في نهاية الكتاب، يقابل فونجوت (الذي أقحم نفسه في النص، وهو ما قام به كذلك في روايتي فطور الأبطال، والمسلخ الخامس) بعض الكتاب الآخرين خلال احتفالية على شرف تراوت. تأتي هذه الاحتفالية –التي تُوصف على أنها «نزهة على البحر»– كنتيجة طبيعية للعديد من التلميحات في الفصول السابقة لها من الرواية.

## الأسلوب الكتابي
تُقسم الرواية إلى 63 فصلًا، بشكل يبدو اعتباطيا. فالفصل الجديد نادرًا ما يقدم انقطاعًا عن الفصل السابق؛ وفي الكثير من الحالات، يكون ثمة فكرة قيد النقاش في نهاية فصلٍ ما ويستمر النقاش إلى الفصل التالي دونما انقطاع. وهكذا، فاستخدام نهايات الفصول لا يختلف عن عمل نهايات الفقرات.
تقدم هزة زمنية، مثلها مثل الكثير من أعمال فونجوت، عددًا كبيرًا من نهايات الفقرات ذات الفراغ المزدوج وثلاث نجوم ضمن كل فصل، وهو ما يخلق شعورًا مستمرا بتوقف الكاتب عن السرد بين الفقرات.
رغم أن لهجة فونجوت بغالبها متهكمة في كامل العمل تقريبًا، فهو يوظف مقولات مرحة، مثل «تمسكوا بقبعاتكم!» و «إليكم هذا!» عندما انتقاله من فكرة إلى أخرى. كما يكرر العديد من العبارات مثل «تينج-آ-لينج» و«إنه في السماء بالأعلى الآن».

## إشارات إلى الرواية في أعمال أخرى أو شبه بأعمال أخرى
تستخدم فرقة آرت بروت في أغنية «مساء يوم أحد» عبارة تراوت «كنتم مرضى، والآن تعافيتم، وثمة عمل ينبغي إنجازه» كلازمة في الأغنية. واستخدمت فرقة «سأضرم بنفسي النار من أجلك» مقطعًا من الرواية في بداية أغنيتهم، «أول كلمة تخطر في البال».
تُشير القصة القصيرة «فطورٌ في ساعة الغسق» لفيليب كي ديك (والتي تظهر في المجلد الثاني من قصص فيليب ديك القصيرة، التشكيلة الثانية) إلى وقوع «هزة زمنية» قذفت بأفراد عائلة 7 سنوات في المستقبل.